# Üzletifolyamat-kezelés
Az üzletifolyamat-kezelés (angolul business process management, röviden BPM) egy teljes körű kezelési megközelítés, amely arra fókuszál, hogy elegyengessen egy szervezetet a kliensek akaratával és szükségleteivel. Elősegíti a hatékonyságot az újítások és rugalmasság felé való törekvés és a technikai integráció során. A BPM folyamatosan próbálja meg tökéletesíteni a folyamatokat. Épp ezért „folyamatoptimalizációs folyamatként” is lehet értelmezni. Bizonyított, hogy a BPM lehetővé teszi, hogy a szervezetek sokkal hatékonyabbak legyenek és hogy sokkal könnyebben tudjanak változni, mint egy minőségét tekintve hagyományos, hierarchikus kezelési módszer. Egy Kohlbacher által írt tapasztalati tanulmány szerint a BPM abban is segíti a szervezeteket, hogy azok sokkal jobb termékminőséget, kézbesítési időt és ezáltal magasabb elégedettséget érjenek el az ügyfeleik körében.

## Áttekintés
BPM életciklus
- Tervezés
- Modellezés
- Végrehajtás
- Monitorozás
- Optimalizálás

Gyakorlat
- BPM technológia

Egy üzleti folyamat a közreműködőik által végrehajtott hozzáadott-érték folyamatok(value-added activities) sorozatát vagy hálózatát tartalmazza, hogy elérjék a közös üzleti céljaikat. Ezek a folyamatok bármely szervezet számára kritikusak: szerezhetnek állami bevételt és gyakran a költségek lényeges hányadát reprezentálnak. Menedzseri megközelítésben, a BPM a folyamatokat a szervezetek stratégiai előnyeinek tekinti, amelyeket megérteni, kezelni és tökéletesíteni kell, hogy hozzáadott érték termékeket és szolgáltatásokat nyújtsanak a klienseiknek. Ez az elgondolás hasonló más minőség kezelési vagy folyamatos fejlesztési folyamat módszerekhez és megközelítésekhez. A BPM eggyel továbblép azáltal, hogy megállapítja, hogy ez a megközelítés támogatható, engedélyezhető a technológián keresztül, hogy biztosítsa a menedzseri megközelítés életképességét a stressz és változás ideje alatt. Valójában a BPM egy megközelítés a "változás képességének" egy szervezetbe való integrálására - mind emberi, mind technológiai értelemben. A BPM cikkek és tudósok gyakran több nézőpontból is tárgyalják a BPM-et, az emberek és/vagy a technológia szemszögéből.
Nagyjából az (üzleti) folyamatok ötlete annyira hagyományos, mint a feladatok, részlegek, termelés és kimenet fogalmak. A jelenlegi kezelési és fejlesztési megközelítés, formális definíciókkal és technikai modellezéssel, az 1990-es években kezdett kialakulni. Meg kell jegyezni, hogy az IT közösségben az "üzleti logika" kifejezés gyakran használatos a középréteg folyamatok kezelésének szinonimájaként.
Habár a BPM kezdetben az üzleti logikai folyamatok automatizálására összpontosított az információs technológia használatával. Ezt azóta kibővítették, hogy emberi-vezetésű folyamatokat lehessen integrálni, amelyekben helyt kap az emberi interakció a technológiával párhuzamosan. Például, amikor az üzleti folyamatban az egyéni lépések emberi intuíciót vagy döntést igényelnek, akkor ezek a lépések a szervezet egy megfelelő tagjához tartoznak.
A fejlettebb megközelítések (more advanced forms), mint a Human Interaction Management, a csoportmunkát ellátó dolgozók között vannak jelen. Ebben az esetben sok ember és rendszer áll kapcsolatban strukturált, ad hoc és néha teljesen dinamikus módon.
A PBM használható arra, hogy szélesebb körű nézetekből megértsük a szervezeteket, ami másképpen nem lehetne lehetséges. Ezek a nézetek magukba foglalják a folyamatok egymás közötti kapcsolatait, ami, egy folyamat modellhez hozzáadva, felkészíthető riportoláshoz és analízishez. A BPM egyesek szerint az Enterprise Content Management gerince.
Amiatt, hogy a BPM lehetővé teszi a szervezeteknek, hogy elvonatkoztassák az üzleti logikát a technológiai infrastruktúrától, a BPM messze túlmegy az üzleti folyamatok automatizálásán vagy az üzleti problémák megoldásán. A BPM lehetővé teszi, hogy gyorsabban lehessen reagálni a változó vásárlói-, piaci- és általános követelményekre, mint a konkurencia.
A 2010-es technológiák lehetővé tették a BPM párosítását más módszertanokkal, mint például a Six Sigma. A BPM eszközök a következőket teszik lehetővé felhasználóknak:
- Előrelátás (vision): strategizálni a funkciókat és folyamatokat
- Definiálás: felmérni a folyamatot vagy a folyamat fejlődését
- Modell: a változások szimulálása a folyamatba
- Analizálás: a különböző szimulációk összehasonlítása, az optimális fejlődés meghatározásának érdekében
- Fejlesztés (improvement): egy továbbfejlesztés kiválasztása és javítása
- Irányítás: ezen implementáció telepítése és a felhasználó által definiált dashboard-ok használatával meg lehet figyelni a fejlesztés eredményét valós időben , valamint a teljesítményinformációkat visszatölteni a szimulációs modellbe a következő fejlesztési iterációhoz
- Re-engineer: rendbe hozni a folyamatokat a jobb eredmény érdekében

Mindez magával hozza a valós adatok alapján történő változtatások szimulálhatóságának előnyét az üzleti folyamatokba. Valamint a BPM párosítása ipari módszertanokkal lehetővé teszi a felhasználóknak, hogy folyamatosan modernizálják és optimalizálják a folyamatot, hogy biztosítsák, hogy összhangban legyen a piaci szükségletekkel.

## BPM életciklus
A BPM tevékenységeket hat csoportba lehet sorolni: előrelátás, tervezés, modellezés, végrehajtás, monitorozás és optimalizálás.

### Előrelátás
Minden tevékenység a szervezet céljai és a stratégiai előrelátás alapján van meghatározva. Minden tevékenységhez folyamatok egy listája tartozik, amelyek feladatokból állnak, melyeket a tervezettek szerint kell végrehajtani és jelenteni. A többszörös folyamatok "folyamat teljesítés"-ekbe csoportosulnak, a többszörös tevékenységek is csoportosítva vannak hogy elérhetők legyenek a szervezet céljai.

### Tervezés
A folyamat tervezés magában foglalja a létező folyamatok azonosítását és a később létrehozandó folyamatok tervezését. A tervezés a folyamat (process flow) reprezentációjára, a benne szereplő actor-okra, riasztásokra és értesítésekre, kiterjesztésekre, a szabványos működési folyamatra (SOP) és a szolgáltatásszint-megállapodásra (Slav) összpontosít.
A jó tervezés csökkenti a hibák számát a folyamat élete során. Ennek a lépésnek a célja, hogy biztosítsa, hogy egy korrekt és hatékony elméleti tervezés van elkészítve.

### Modellezés
A modellezés alapul veszi az elméleti tervezést és beleveszi a változók kombinációját (bérek változása, anyagi költségek, amelyek meghatározzák, hogyan fog működni a folyamat különböző körülmények között).
Magában foglalja a "mi-történik-ha analízis" futtatását a folyamatokon: "Mi történik, ha az erőforrások 75%-a végzi ugyanazt a feladatot?" "Mi történik ha ugyanazt a munkát akarom csinálni a jelenlegi költségek 80%-áért?".

### Végrehajtás
A folyamatok automatizálásának egyik módja egy alkalmazás fejlesztése, ami elvégzi a folyamat lépéseit, azonban a gyakorlatban ezek az alkalmazások ritkán hajtják végre az összes utasítást pontosan. Egy másik megközelítés a szoftverek és emberek együttműködése, habár ez a megközelítés sokkal összetettebb, bonyolulttá teszi a dokumentációt.
Válaszul ezekre a problémákra, egy szoftver lett kifejlesztve, ami lehetővé teszi, hogy a teljes üzleti logika számítógépes nyelven legyen definiálva, amit közvetlenül a számítógép hajt végre. A rendszer a csatlakoztatott alkalmazások szolgáltatásait használja, hogy végrehajtsa az üzleti műveleteket (pl.: kölcsön újraszámolása) vagy, amikor egy lépés túl összetett ahhoz, hogy automatizálják, akkor emberi beavatkozást kér. Az előbbi megközelítésekkel összehasonlítva, a folyamat definíciójának közvetlen végrehajtása sokkal egyszerűbb így könnyebb tökéletesíteni.
A rendszerek használják az üzleti szabályokat, hogy definíciókat szolgáltassanak a viselkedésre, valamint üzleti szabály motort használnak, hogy vezérlejék a folyamat végrehajtásokat.

### Monitorozás
A monitorozás magába foglalja a különálló folyamatok követését, így az információ könnyen kinyerhető, valamint egy vagy több folyamat performancia statisztikái is kiszámíthatók vele. A követés egy példája az a képesség, hogy meghatározzuk egy rendelés állapotát (megérkezett a megrendelés, kézbesítésre vár, fizetve), így a művelet közbeni problémák azonosíthatók és javíthatók.
A statisztika példái: mérések generálása, hogy milyen gyorsan lett feldolgozva egy rendelés, vagy hogy mennyi rendelés lett feldolgozva az elmúlt hónapban. Ezek a mérések három kategóriába sorolhatók: ciklus idő, hibaarány és produktivitás.
A monitorozás foka attól függ, hogy milyen információt kell kiértékelni, analizálni és, hogyan kell azt monitorozni, valós időben, közel valós időben vagy ad hoc. Ez esetben az üzleti tevékenység monitorozás (BAM) kibővíti a monitorozó eszközöket, amelyeket általában a BPMS szolgáltat.
A folyamat bányászat metódusok és eszközök halmaza, amely a folyamat monitorozáshoz kapcsolódik. Ennek célja a log-ok analizálása és összehasonlítása egy előzetesen megadott folyamat modellel. Lehetővé teszi az analizálóknak a különbségek detektálását az aktuális végrehajtás és az előzetesen megadott modell között, valamint a torlódások analizálását.

### Optimalizáció
A folyamat optimalizáció magában foglalja a teljesítmény információk kinyerését a modellezési vagy a monitorozási fázisból, azonosítani a potenciális vagy aktuális torlódásokat és a potenciális lehetőségeket spórolásra vagy más fejlesztésekre; majd alkalmazni azokat a folyamat tervezésben. Összegezve jobb üzleti értéket ér el.

### Újratervezés
Amikor a folyamat túl zajossá válik és az optimalizáció sem éri el a kívánt eredményt, akkor ajánlott újratervezni a teljes processz ciklust. A BPR a gyári szervezetek nélkülözhetetlen részévé vált, ezzel elérték a jobb hatékonyságot és produktivitást.

## Gyakorlat
Mialatt a ciklus lépései végbemennek, a gazdasági- és/vagy idő megszorítások limitálhatják a folyamatot néhány iterációra. Ez főleg akkor fordul elő, amikor egy szervezet egy megközelítést rövidtől közepes időszakig használ, ahelyett, hogy a szervezeti kultúrát alakítaná át. Az iterációk csak a folyamat résztvevőinek együttműködésével lehetségesek. A szervezetek többségénél a komplexitás egy olyan technológia alkalmazását igényli, ami támogatja a résztvevőket ezekben a mindennapi folyamat kezelési kihívásokban.
Napjainkban sok szervezet azzal a céllal kezd egy BPM projektet vagy programot, hogy optimalizálják azt a területet, amin fejleszteni akarnak.

### BPM technológia
Van aki a BPM Rendszert (BPMS) "a BPM egésze"-nek definiálja, mások a vállalati szoftver csomagok közötti információáramlásnak, mások pedig "a modellezés a tökéletes folyamat eléréséhez"-nek.
Ezek részleges válaszok és a technológiai lehetőségek növekednek. A BPMS kifejezés valószínűleg nem marad fenn. Manapság a menedzseri megközelítés támogatása felé halad a technológián keresztül. A BPMS megkönnyítené az üzleti folyamat változást a korábban leírt életciklus alapján. Segíteni tudna a tevékenységek automatizálásában, más rendszerekkel való együttműködésben és integrációban. Például, a napi feladatok mérete és komplexitása gyakran igényel olyan technológiát, amivel hatékonyan lehet modellezni. Ezek a modellek elősegítik az üzleti folyamatok automatizációját és megoldását. Használni lehetne őket a monitorozásban és az üzleti folyamatok vezérlésében is. Így van aki úgy tekint a BPM-re mint hídra az informatika és az üzlet között.
Négy fő komponense van egy BPM készletnek:
-feldolgozó egység: egy robusztus platform a modellezésre és a folyamat alapú alkalmazások futtatására, beleértve az üzleti szabályokat
-üzleti analitikusok: lehetővé teszik a menedzsereknek, hogy azonosítsák az üzleti kérdéseket, trendeket és lehetőségeket
-tartalom kezelő: egy rendszert szolgáltat elektronikus dokumentumok, képek és más fájlok tárolására és őrzésére
-Együttműködő eszközök: a fórumok, üzenőfalak segítségével eltávolítják a kommunikációs akadályokat
A BPM célba vesz több területet az informatikából
End-to-end kapcsolatok kezelése
Adatok összetett adatokba történő egyesítése
Az aktuális infrastruktúra flexibilitásának és funkcionalitásának növelése 
Létező rendszerekkel való integráció
Közös nyelv létrehozása az üzleti informatika elrendezéséhez
A BPMS validálása egy másik technikai követelmény, amelyet az eladók és felhasználók igényelnek. A validációs feladatot végrehajthatja egy harmadik fél vagy akár maguk a felhasználók. Akárhogy is, el kell készíteni egy validációs dokumentumot. Ezt a dokumentumot a felhasználók publikálhatják, de vissza is tarthatják.

## Fordítás
Ez a szócikk részben vagy egészben  a   Business process management című angol Wikipédia-szócikk fordításán alapul.  Az eredeti cikk szerkesztőit annak laptörténete sorolja fel. Ez a jelzés csupán a megfogalmazás eredetét és a szerzői jogokat jelzi, nem szolgál a cikkben szereplő információk forrásmegjelöléseként.